# Gary Tobian
Gary Milburn Tobian (ur. 14 sierpnia 1935 w Detroit) – amerykański skoczek do wody. Trzykrotny medalista olimpijski.
W 1956 zajął drugie miejsce w skokach z wieży (10 m), przegrywając z Meksykaninem Joaquinem Capillą. Cztery lata później ponownie zajął drugie miejsce w tej konkurencji, jednak zwyciężył na trampolinie (3 m). Sześć razy był mistrzem Stanów Zjednoczonych. Brał udział w igrzyskach panamerykańskich, gdzie wywalczył złoty medal w 1959 oraz zdobył brązowy cztery lata wcześniej.

## Starty olimpijskie
Melbourne 1956
- wieża – srebro

Rzym 1960
- trampolina – złoto
- wieża – srebro